# Burbach (Bleidenbach)
Der Burbach ist ein gut eineinhalb Kilometer langer, südlicher und rechter Zufluss des Bleidenbachs auf dem Gebiet der Gemeinde Weilmünster im hessischen Landkreis Limburg-Weilburg.

## Verlauf
Der Burbach entspringt im Hasselborner Hintertaunus auf einer Höhe von etwa 304 m ü. NHN am Ortsrand des Weilmünsterer Ortsteils Rohnstadt.
Der Burbach fließt zunächst in nordöstlicher Richtung in einer mit Bäumen und Büschen bewachsene Grünzone der Flur In der Daubern Wies am örtlichen Friedhof vorbei und wird dann auch seiner rechten Seite von einem zweiten Quellarm gespeist. Der Bach läuft danach begleitet von der Kreisstraße 443 (Schultheisenstraße)  in fast nördlicher Richtung in der Flur In der Burbach  am Waldesrand in einem Tale zwischen der Anhöhen Hofwald (364 m) auf der linken Seite und Burgwald auf der rechten. 
Er schlägt nun einem kleinen Bogen  nach links, zieht dann am westlichen Fuße des Riesenkopfes entlang und mündet schließlich bei der Spitzenmühle auf einer Höhe von etwa 206 m von rechts in den aus dem Westsüdwesten heranziehenden Bleidenbach.

## Daten
Der Burbach ist ein grobmaterialreicher und silikatischer Mittelgebirgsbach. Er entwässert über den Bleidenbach, die Weil, die Lahn und den Rhein in die Nordsee. Der Höhenunterschied von seiner Quelle bis zu seiner Mündung beträgt 98 m, was bei einer Lauflänge von etwa 1,5 km einem mittleren Sohlgefälle von etwa 65 ‰ entspricht.